# Bortfeld (Adelsgeschlecht)

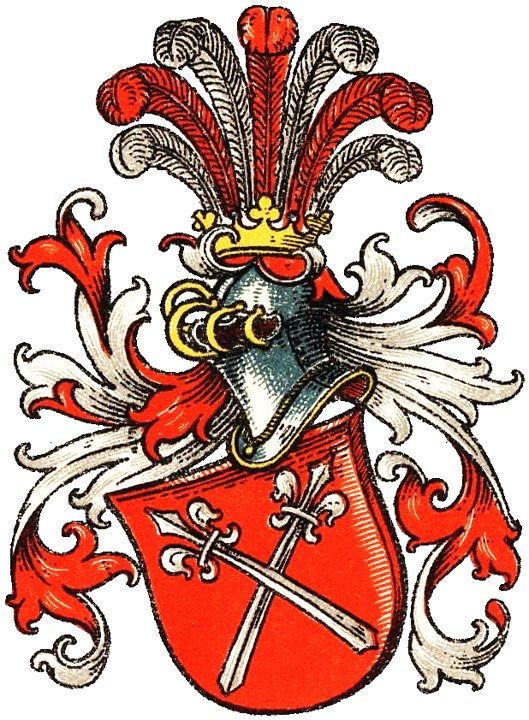
Wappen derer von Bortfeld

Die Herren von Bortfeld waren ein niedersächsisches Adelsgeschlecht, das sich nach dem westlich von Braunschweig im Landkreis Peine gelegenen Dorf Bortfeld benannte. Das Geschlecht erlosch 1688 im Mannesstamm.

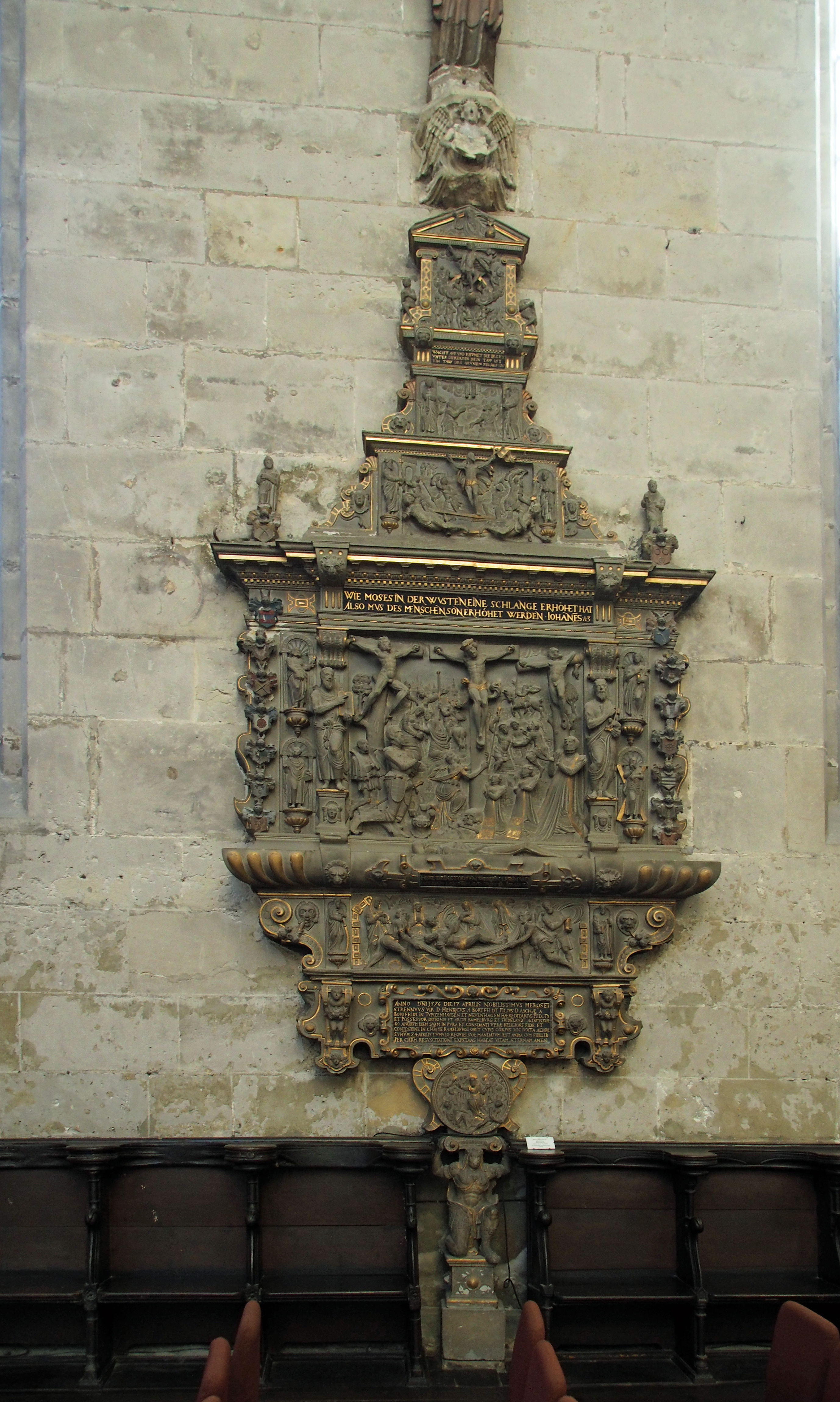
Epitaph des Heinrich von Bortfeldt (1576) in St. Benedikti Quedlinburg

## Geschichte

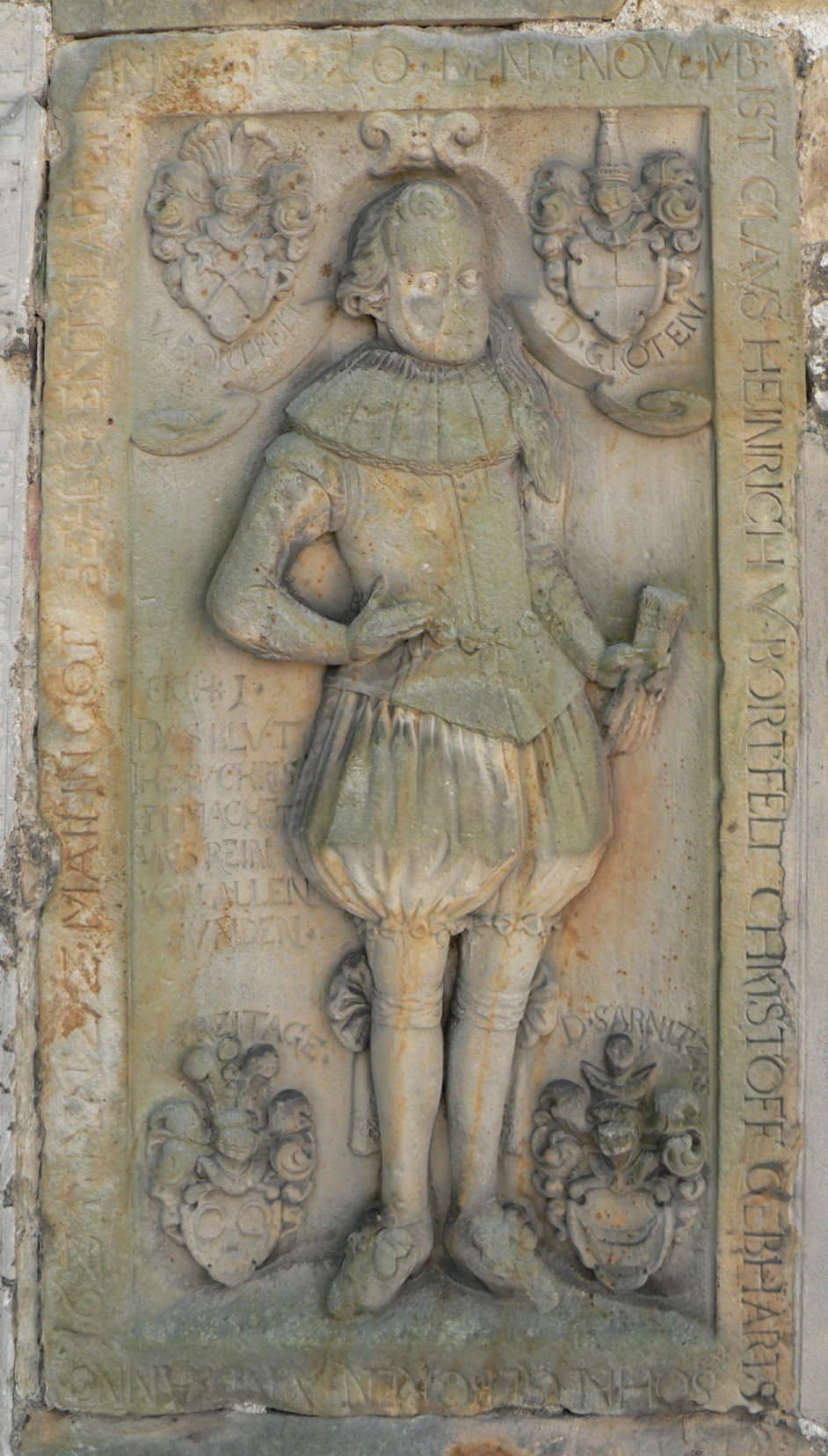
Grabplatte für Heinrich von Bortfeld um 1600 an der Kapelle in Oelber am weißen Wege

Die älteste Erwähnung datiert auf den 20. April 1169, als Berthold von Bortfeld in einer in Gittelde von Heinrich dem Löwen ausgestellten Urkunde als Zeuge auftrat; über seine Gattin Irmgard ist bekannt, dass sie im Stift Steterburg begraben wurde. Der Ehe entstammten zwei Söhne, Dietrich und Ludolf. Diese erste Linie saß in der Region Braunschweig; von ihr ist ein Lehnsregister aus dem Jahr 1476 überliefert. Eine zweite Linie war in der Region Halberstadt ansässig und eine dritte Linie in der Burg Tunzenhausen; über diese beiden Linien ist kaum etwas bekannt. Gebhard von Bortefelde war 1323–1336 Präceptor generalis (Herrenmeister) der Ballei Brandenburg des Johanniterordens.
Die Herren von Bortfeld traten in der ersten Hälfte des 13. Jahrhunderts als Zeugen der Welfen auf, dagegen in der zweiten Hälfte des 13. Jahrhunderts als Zeugen der Bischöfe von Hildesheim. 1246 waren sie vorübergehend Vogte auf der Burg Lichtenberg bei Salzgitter. 1269 machten sie zwei Schenkungen: Dem Kloster Mariental schenkten sie eine Hufe Land in Wackersleben, dem Kloster Loccum schenkten sie vier Morgen in Oedelum. 1280 gelangten sie in Lehnsbesitz der Burg Gebhardshagen und machten sie zu ihrem Hauptsitz. Diese Burg kam 1429 an die Herzöge Wilhelm I. und Heinrich II. von Braunschweig. Ebenfalls seit 1280 waren sie Herren auf Söder.
Das Lehnsregister von 1476 belegt für die erste Linie zahlreiche Rechte und Besitz im Raum Braunschweig sowie einige Pfandburgen. In dem Dorf Bortfeld besaßen sie 1318 19 Hufen und 3 Höfe, im Jahr 1400 dort noch 10 Hufen. In 120 anderen Orten hatten sie Lehnsrechte. In Bortfeld hatten sie urkundlich das Kirchenpatronat 1500 und 1647, also offenbar durchgängig. Weitere Kirchenpatronate hatten sie in den Orten Ölper, Delligsen, Kaierde, Engerode und Gebhardshagen. Außerdem besaßen sie die Vogteien über die Dörfer Kalme und Semmenstedt. Auch beteiligten sie sich an der Gründung der Brüdernkirche in Braunschweig.
1347 verpfändeten die Herzöge von Grubenhagen die Burg Lutter an das Hochstift Hildesheim, welches die Herren von Bortfeld und von Wallmoden als Amtsleute einsetzte. Die Burg Wohldenberg erlangten sie 1402 als Pfand, wobei sie diesen Besitz ab 1448 mit dem Geschlecht Oldershausen teilten. Auf Schloss Oelber in Oelber am weißen Wege sind sie ab 1406 beurkundet, sie teilten sich diese Burg mit den seit 1296 dort als Anteilseigner ansässigen Herren von Cramm, in deren Alleineigentum Oelber nach dem Aussterben der Bortfelds 1688 überging. 1468 besaßen sie Burg und Stadt Oschersleben als Pfand, dito 1492 die Burgen Peine und Lindau im Eichsfeld, 1496 die Burg Winzenburg – sie waren demnach Amtsträger der Bischöfe zu Hildesheim.

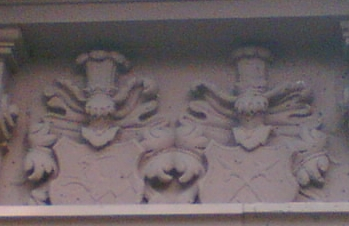
Wappen der Herren von Bortfeld auf Renaissanceportal in Wellersen

Auch in Wellersen verfügten sie über Besitzrechte, die durch Heirat an Arndt von Wopersnow übergingen und von dort 1639 an das Geschlecht derer von Dassel verkauft wurden. Heinrich von Bortfeld auf Wellersen, Rinteln und Wendhausen (1559–1607) heiratete 1581 Margarete von Münchhausen, eine Tochter des Obristen und Söldnerführers Hilmar von Münchhausen. Kurt von Bortfeld zog 1684 in den Großen Türkenkrieg. Er nahm an der Belagerung von Ofen teil. Dann trat er in die Armee der Republik Venedig ein. Auf einer Reise in die Levante verstarb er. 1688 wurde er auf Korfu begraben. Mit ihm starben die Herren von Bortfeld in männlicher Linie aus; Ilse Anna von Bortfeld heiratete Adam von Cornberg, Oberhauptmann im Kurfürstentum Braunschweig-Lüneburg. Ihre Wappen wurden vereinigt und die neue Linie nannte sich Cornberg genannt von Bortfeld.
Alle Bortfelder Lehen im Bistum Hildesheim, insbesondere Söder und Nienhagen, fielen an das Hochstift Hildesheim, dessen Fürstbischof Jobst Edmund von Brabeck damit seine eigene Familie belehnte; die Lehen im Herzogtum Braunschweig fielen an die Herren von Cramm, die auch den Bortfeld’schen Anteil an Schloss Oelber übernahmen.
Eine mögliche Verwandtschaft zu einer damals in Braunschweig ansässigen bürgerlichen Familie Bortfeld, unter der Gerber und Schuster waren, ist unklar.

## Wappen
Blasonierung: In Rot zwei gekreuzte Lilienstäbe. Auf dem gekrönten Helm sieben Straußenfedern, wechselnd silber und rot. Die Helmdecken sind rot-silber.
Spießen nennt darüber hinaus eine abweichende Helmzier: Auf dem gekrönten Helm sieben silberne Blätter.